# Acacia cambagei
Espèce
Classification phylogénétique
Acacia cambagei est une espèce de plantes à fleurs du genre Acacia et de la famille des Fabaceae. C'est un arbre endémique d'Australie. On le trouve surtout dans les zones arides et semi-arides du Queensland mais il s'étend aussi vers le Territoire du Nord, l'Australie-Méridionale et le nord-ouest de la Nouvelle-Galles du Sud.
Il peut atteindre 12 mètres de haut et former des bois clairsemés. L'écorce, feuilletée, est gris foncé. Les feuilles simples, lancéolées mesurent 4 à 14 cm de long sur 3 à 15 mm de large. Les feuilles et l'écorce, même après leurs chutes, dégagent une odeur caractéristique rappelant vaguement le chou cuit.
Poussant uniquement dans les régions où les précipitations annuelles sont comprises entre 200 et 550 mm, ne se rencontre que sur les terrains plats ou doucement vallonnés sur des sols lourds et relativement fertiles. Dans la partie est, il est souvent mélangé à des communautés de Acacia harpophylla qui pousse sur le même type de sols. Dans les régions plus sèches, on le trouve dans les cuvettes humides et les zones basses.
Eucalyptus cambageana, Eucalyptus populnea, Corymbia terminalis, Eremophila mitchellii et Geijera parviflora sont d'autres espèces associées à Acacia cambagei.
Les espèces associées à Acacia cambagei sont plus sensibles au feu,. Mais les feux sont relativement rares dans les circonstances naturelles puisque la végétation de Chloris, Paspalidium, Dichanthium, Sporobolus et Eragrostis est très réduite en raison du pâturage des animaux domestiques.